# 亳州市
亳州市（はくしゅう-し）は、中華人民共和国安徽省北西部に位置する地級市。後漢末の武将・政治家・詩人として著名な曹操の出身地。白酒の醸造、漢方薬、桐、葉煙草が主産業である。

## 地理
安徽省の北西部に位置し、淮北市、蚌埠市、淮南市、阜陽市、河南省商丘市、河南省周口市に接する。周囲は黄河と淮河が作った黄淮平原になっている。

## 歴史
亳州は、かつては「亳」（はく）、「譙」（しょう）などと呼ばれた地で、中国の都市文明が早くから花開いた場所でもあった。歴史書によれば、亳州は3,700年にはすでに記録に現れている。商朝（殷）の時代の亳州は経済や文化が発達した都会であった。ただし、当時「亳」と呼ばれた商の都は、現在の河南省商丘市や偃師区など、現在の亳州よりも北の方を転々と移動していた。
唐初に譙郡は亳州と改められた。漢方薬の材料となる薬草などの集散地としては中国でも最大級の市が栄え、また酒の名産地としても知られた。
2000年5月に地級市の亳州市が設立された。

## 行政区画
1市轄区・3県を管轄する。
- 市轄区：
  - 譙城区
- 県：
  - 渦陽県・利辛県・蒙城県

| 亳州市の地図                |
| --------------------------- |
| 譙城区 渦陽県 蒙城県 利辛県 |

### 年表
この節の出典
- 2000年5月21日 - 安徽省亳州市が地級市の亳州市に昇格。譙城区が成立。(1区3県)
  - 阜陽市渦陽県・蒙城県・利辛県を編入。

## 観光・遺跡
- 花戯楼
- 尉遅寺跡地
- 曹操地下運兵道
- 華祖庵
- 曹氏宗族墓群
- 天静宮
- 荘子祠
- 道徳中宮
- 商成湯王衣冠塚
- 白衣律院（仏教寺院）
- 湯王墓

## 交通

### 鉄道
- 京九線

### 道路
- 亳阜高速道路

## 姉妹友好都市
- 四万十市(日本・高知県・平成9年5月26日締結・中村市からの引継ぎによる)
- 京丹後市(日本・京都府・平成18年10月6日締結)